# 賈和甫
賈和甫（1902年—1965年6月30日）。山東省歷城縣人。民國39年（1950年）在山東省第一區遞補當選第一屆立法委員

## 生平[2][3][4]
- 北平中國大學經濟系畢業
- 山東省政府財政、建設兩廳秘書
- 中央訓練團秘書
- 陸軍第二十八集團軍機要室主任
- 山東省濟南市參議員
- 山東省政府參議
- 泰明電器股份有限公司董事長